# Vaidon Oliveira
Francisco Vaidon Oliveira, conhecido no meio político como Vaidon (Acaraú Ceará, 2 de abril de 1975) é um comerciante e político brasileiro. Filiado ao Solidariedade, é ex-deputado federal pelo Ceará. Anteriormente, foi vereador de Fortaleza (2013-2017).

## Carreira política
Iniciou a carreira política ao ser eleito vereador de Fortaleza pelo PSDC em 2012.
Em 2014, candidatou-se a deputado federal pelo PSDC, obtendo sua suplência para a 55.ª legislatura (2015-2019).
Com a eleição de Moroni Torgan para vice-prefeito de Fortaleza, Vaidon assumiu o mandato de deputado federal em 2 de janeiro de 2017.
Em abril de 2017 votou a favor da Reforma Trabalhista. Em agosto de 2017 votou contra o processo em que se pedia abertura de investigação do então Presidente Michel Temer, ajudando a arquivar a denúncia do Ministério Público Federal.
Na eleição de 2018 obteve 30.392 votos (0,66% dos votos válidos), sendo eleito Deputado Federal no Ceará.